# Cases carrer de la Font, 12-14 (Palafrugell)
Les Cases carrer de la Font, 12-14 és una obra amb elements renaixentistes de Palafrugell (Baix Empordà) protegida com a Bé Cultural d'Interès Local.

## Descripció
Cases de tres pisos entre mitgeres, ampliades al segle xix i modificades al darrer quart del segle xx, però que mantenen sobre tot a les façanes notables pervivències de la construcció del segle xvi. La casa núm. 14 presenta un gran portal adovellat d'arc de mig punt, amb la inscripció: IONA (L)AV(S) - 1596. Al damunt un finestral renaixentista amb pilastres estriades amb capitells jònics, la llinda motllurada, així com l'ampit que té a cada costat sengles testes d'angelots.
La cas núm. 12 té obertures rectangulars de pedra. Un dels finestrals presenta la llinda resseguida per un guardapols motllurat que arrenca de mènsules decorades amb fullatge i volutes en relleu.
Els baixos d'ambdós immobles són ocupats per botigues i en el núm. 12 força alterats. A l'interior s'hi ha conservat algunes voltes de canó emblanquinades.
Els murs són de pedra i morter, emblanquinats.
El raval de la Font era ja molt poblat a la meitat del segle xvii, segons notícies documentals.